# Wikipedia en nynorsk
La Wikipedia en nuevo noruego (nynorsk) es la edición de Wikipedia en este idioma. Originalmente sólo había una Wikipedia en noruego, la cual acogía artículos en los dos dialectos, pero el 31 de julio de 2004 las dos versiones fueron separadas y esta tuvo un rápido crecimiento.
En enero de 2006 esta versión de Wikipedia tenía 25 000 artículos y se colocaba como la 31 º Wikipedia por su tamaño, esta versión ha sido desde su creación más pequeña que la Wikipedia en noruego. Para noviembre de 2011, esta Wikipedia sobrepasó los 75 000 artículos. 

## Fechas clave
- En enero de 2006 la Wikipedia en nuevo noruego alcanzó los 25 000 artículos.
- En noviembre de 2011 llegó a los 75 000 artículos.
- El 9 de abril de 2013 llegó a los 100 000 artículos.[1]